# 贵州中医药大学
贵州中医药大学，原称贵阳中医学院，成立于1965年，是一所医学本科院校。位于贵州省贵阳市。1965年，原贵阳医学院祖国医学系、贵州省中医研究所、贵州省卫生干部进修学校、贵阳市中医医院合并组建贵阳中医学院。
2001年，贵州省中医研究院、贵州省中药研究所合并组成贵州省中医研究院后整体并入贵阳中医学院。2002年，滇黔桂石油技工学校整体划归贵阳中医学院。2016年，成为国家中医药管理局和贵州省人民政府共建高校。2018年11月，贵阳中医学院更名为贵州中医药大学。
贵州中医药大学是国家中医药管理局和贵州省人民政府共建高校、卓越中医师教育培养计划改革试点高校。

## 历史沿革

### 建校初期
1956年4月，贵阳市中医医院创办。1957年，贵州省中医研究所成立。1958年，贵阳医学院祖国医学系开办、贵州省卫生干部进修学校成立。1960年，贵州省卫生干部进修学校、贵州省中医研究所合并成立一个党总支委员会，两单位行政上仍然独立。1965年，原贵阳医学院祖国医学系、贵州省中医研究所、贵州省卫生干部进修学校、贵阳市中医医院合并组建贵阳中医学院。

### 贵阳中医学院时期
2001年，贵州省中医研究院、贵州省中药研究所合并组成贵州省中医研究院后整体并入贵阳中医学院。2002年经中华人民共和国教育部、中国石油化工总公司和贵州省人民政府批准，将滇黔桂石油技工学校整体划归贵阳中医学院。2016年成为国家中医药管理局和贵州省人民政府共建高校。

### 贵州中医药大学时期
2018年11月，贵阳中医学院更名为贵州中医药大学。